# Francesco Statuto
Francesco Statuto (né le 13 juillet 1971 à Rome) est un footballeur italien reconverti entraineur.

## Carrière joueur
- 1989-1990 : AS Rome  Italie
- 1990-1992 : US Casertana  Italie
- 1992-1993 : Cosenza Calcio  Italie
- 1993-1994 : Udinese Calcio  Italie
- 1994-1998 : AS Rome  Italie
- 1997-1998 : Udinese Calcio  Italie
- 1999-1999 : AS Rome  Italie
- 1998-1999 : Plaisance FC  Italie
- 1999-2000 : AS Rome  Italie
- 1999-2002 : Plaisance FC  Italie
- 2003 : Torino Calcio  Italie
- 2003-2005 : Calcio Padoue  Italie
- 2005-2006 : AS Viterbese  Italie

## Palmarès
- 3 sélections et 0 but avec l'équipe d'Italie en 1995.

## Carrière entraineur
- mai 2012-2012 : Grosseto  Italie
- 2013-sep. 2013 : Grosseto  Italie